# 普斯科夫區
57°51′31″N 28°09′10″E / 57.85861°N 28.15278°E
普斯科夫區（俄语：Псковский район），是俄羅斯的一個區，位於該國西北部，由普斯科夫州負責管轄，面積3,600平方公里，2010年人口34,323，人口密度每平方公里9.53人。